# Чималвакан
Чималвакан (шп. Chimalhuacán) је град у Мексику у савезној држави Мексико. Према процени из 2005. у граду је живело 524.223 становника.

## Становништво
Према процени из 2005. у граду је живело 524.223 становника.
| 1990.   | 1995.   | 2000.   | 2005.   |
| ------- | ------- | ------- | ------- |
| 235.587 | 410.031 | 482.530 | 524.223 |